# هارون عيسى (لاعب كرة قدم)
هارون عيسى (بالألبانية: Harun Isa‏) (21 يونيو 1969 بتيتوفو في جمهورية مقدونيا - ) هو لاعب كرة قدم ألباني في مركز الهجوم. لعب مع إرتسغيبيرغه آوه وراد بيوغراد ونادي أوسنابروك ونادي هرتا برلين ويونيون برلين ونادي بريشتينا وKF Liria Prizren ‏ وهيرتا زيهلندورف وتنس بوروسيا برلين.

## وصلات خارجية
- هارون عيسى على موقع قاعدة بيانات كرة القدم.إي يو (الإنجليزية)
- هارون عيسى على موقع بيانات كرة القدم. دي إي (الألمانية)
- هارون عيسى على موقع عالم كرة القدم.نت (الإنجليزية)